# Нильсен, Бриан Стеен
Бриан Стеен Нильсен (дат. Brian Steen Nielsen; род. 28 декабря 1968, Вайле) — датский футболист, защитник известный по выступлениям за «Оденсе», «Фенербахче» и сборную Дании. Участник Чемпионата мира 2002, а также чемпионатов Европы 1996 и 2000 годов.

## Клубная карьера
Нильсен родился в Вайле и начал карьеру в клубе в одноименном клубе в октябре 1988 года. В 1992 году он перешёл в «Оденсе», в составе которого через гол выиграл свой первый трофей Кубок Дании. В 1995 году Бриан Стеен перешёл в турецкий «Фенербахче». Отыграв в Суперлиге два сезона он вновь вернулся в «Оденсе». В 1996 году Нильсен не долго выступал за японский «Урава Ред Даймондс», после чего в третий раз перешёл в «Оденсе». С командой он завоевал Кубок и Суперкубок Дании. В 1998 году Бриан покинул родной клуб, после чего выступал за «АБ» из Копенгагена, а также за шведский «Мальмё». В 2004 году он завершил карьеру в «Орхусе», где в 2005 году работал на административной должности.

## Международная карьера
14 февраля 1990 года в матче против сборной Египта Нильсен дебютировал за сборную Дании. В 1995 году он в составе национальной команды поехал на Кубок Короля Фахда, где принял участие во всех трёх матчах и став его победителем. В 1996 году Бриан Стеен был включен в заявку на участие в чемпионате Европы в Англии. На турнире он принял участие во всех трех встречах против сборных Португалии, Турции и Хорватии. Он не был включен в заявку сборной на чемпионат мира во Франции. 13 ноября в матче отборочного турнира чемпионата Европы 2000 против сборной Израиля Бриан Стеен забил свой первый гол за национальную команду.
В 2000 году Нильсен во второй раз поехал на чемпионат Европы. На турнире он был резервным игроком, но смог принять участие в матчах против сборных Чехии и Нидерландов. В 2002 году Бриан Стеен принял участие в чемпионате мира. На турнире он сыграл всего 10 минут в матче против сборной Франции, заменив в конце поединка Стига Тёфтинга.

## Статистика

### Матчи Нильсена за сборную Дании
| Матчи Нильсена за сборную Дании | Матчи Нильсена за сборную Дании | Матчи Нильсена за сборную Дании | Матчи Нильсена за сборную Дании | Матчи Нильсена за сборную Дании | Матчи Нильсена за сборную Дании                                 |
| ------------------------------- | ------------------------------- | ------------------------------- | ------------------------------- | ------------------------------- | --------------------------------------------------------------- |
| №                               | Дата                            | Соперник                        | Счёт                            | Голы Нильсена                   | Соревнование                                                    |
| 1                               | 14 февраля 1990                 | Египет                          | 0:0                             | —                               | Товарищеский матч                                               |
| 2                               | 5 июня 1991                     | Австрия                         | 2:1                             | —                               | Чемпионат Европы 1992 (отбор)                                   |
| 3                               | 12 июня 1991                    | Италия                          | 0:2                             | —                               | Товарищеский матч                                               |
| 4                               | 15 июня 1991                    | Швеция                          | 0:4                             | —                               | Товарищеский матч                                               |
| 5                               | 30 января 1993                  | США                             | 2:2                             | —                               | Товарищеский матч                                               |
| 6                               | 24 февраля 1993                 | Аргентина                       | 1:1 (4:5 пен.)                  | —                               | Кубок Артемио Франки 1993                                       |
| 7                               | 31 марта 1993                   | Испания                         | 1:0                             | —                               | Чемпионат мира 1994 (отбор)                                     |
| 8                               | 14 апреля 1993                  | Латвия                          | 2:0                             | —                               | Чемпионат мира 1994 (отбор)                                     |
| 9                               | 28 апреля 1993                  | Ирландия                        | 1:1                             | —                               | Чемпионат мира 1994 (отбор)                                     |
| 10                              | 2 июня 1993                     | Албания                         | 4:0                             | —                               | Чемпионат мира 1994 (отбор)                                     |
| 11                              | 25 августа 1993                 | Литва                           | 4:0                             | —                               | Чемпионат мира 1994 (отбор)                                     |
| 12                              | 8 сентября 1993                 | Албания                         | 1:0                             | —                               | Чемпионат мира 1994 (отбор)                                     |
| 13                              | 13 октября 1993                 | Северная Ирландия               | 1:0                             | —                               | Чемпионат мира 1994 (отбор)                                     |
| 14                              | 17 ноября 1993                  | Испания                         | 0:1                             | —                               | Чемпионат мира 1994 (отбор)                                     |
| 15                              | 20 апреля 1994                  | Венгрия                         | 3:1                             | —                               | Товарищеский матч                                               |
| 16                              | 26 мая 1994                     | Швеция                          | 1:0                             | —                               | Товарищеский матч                                               |
| 17                              | 1 июня 1994                     | Норвегия                        | 1:2                             | —                               | Товарищеский матч                                               |
| 18                              | 17 августа 1994                 | Финляндия                       | 2:1                             | —                               | Товарищеский матч                                               |
| 19                              | 7 сентября 1994                 | Македония                       | 1:1                             | —                               | Чемпионат Европы 1996 (отбор)                                   |
| 20                              | 12 октября 1994                 | Бельгия                         | 3:1                             | —                               | Чемпионат Европы 1996 (отбор)                                   |
| 21                              | 16 ноября 1994                  | Испания                         | 0:3                             | —                               | Чемпионат Европы 1996 (отбор)                                   |
| 22                              | 8 января 1995                   | Саудовская Аравия               | 2:0                             | —                               | Кубок короля Фахда 1995                                         |
| 23                              | 10 января 1995                  | Мексика                         | 1:1                             | —                               | Кубок короля Фахда 1995                                         |
| 24                              | 13 января 1995                  | Аргентина                       | 2:0                             | —                               | Кубок короля Фахда 1995                                         |
| 25                              | 29 марта 1995                   | Кипр                            | 1:1                             | —                               | Чемпионат Европы 1996 (отбор)                                   |
| 26                              | 26 апреля 1995                  | Македония                       | 1:0                             | —                               | Чемпионат Европы 1996 (отбор)                                   |
| 27                              | 31 мая 1995                     | Финляндия                       | 1:0                             | —                               | Товарищеский матч                                               |
| 28                              | 7 июня 1995                     | Кипр                            | 4:0                             | —                               | Чемпионат Европы 1996 (отбор)                                   |
| 29                              | 16 августа 1995                 | Армения                         | 2:0                             | —                               | Чемпионат Европы 1996 (отбор)                                   |
| 30                              | 6 сентября 1995                 | Бельгия                         | 3:1                             | —                               | Чемпионат Европы 1996 (отбор)                                   |
| 31                              | 11 октября 1995                 | Испания                         | 1:1                             | —                               | Чемпионат Европы 1996 (отбор)                                   |
| 32                              | 15 ноября 1995                  | Армения                         | 3:1                             | —                               | Чемпионат Европы 1996 (отбор)                                   |
| 33                              | 27 марта 1996                   | Германия                        | 0:2                             | —                               | Товарищеский матч                                               |
| 34                              | 24 апреля 1996                  | Шотландия                       | 2:0                             | —                               | Товарищеский матч                                               |
| 35                              | 2 июня 1996                     | Гана                            | 1:0                             | —                               | Товарищеский матч                                               |
| 36                              | 9 июня 1996                     | Португалия                      | 1:1                             | —                               | Чемпионат Европы 1996                                           |
| 37                              | 16 июня 1996                    | Хорватия                        | 0:3                             | —                               | Чемпионат Европы 1996                                           |
| 38                              | 19 июня 1996                    | Турция                          | 3:0                             | —                               | Чемпионат Европы 1996                                           |
| 39                              | 1 сентября 1996                 | Словения                        | 2:0                             | —                               | Чемпионат мира 1998 (отбор)                                     |
| 40                              | 10 октября 1998                 | Уэльс                           | 1:2                             | —                               | Чемпионат Европы 2000 (отбор)                                   |
| 41                              | 14 октября 1998                 | Швейцария                       | 1:1                             | —                               | Чемпионат Европы 2000 (отбор)                                   |
| 42                              | 10 февраля 1999                 | Хорватия                        | 1:0                             | —                               | Товарищеский матч                                               |
| 43                              | 28 апреля 1999                  | ЮАР                             | 1:1                             | —                               | Товарищеский матч                                               |
| 44                              | 5 июня 1999                     | Беларусь                        | 1:0                             | —                               | Чемпионат Европы 2000 (отбор)                                   |
| 45                              | 4 сентября 1999                 | Швейцария                       | 2:1                             | —                               | Чемпионат Европы 2000 (отбор)                                   |
| 46                              | 13 ноября 1999                  | Израиль                         | 5:0                             | 1                               | Чемпионат Европы 2000 (отбор)                                   |
| 47                              | 17 ноября 1999                  | Израиль                         | 3:0                             | 1                               | Чемпионат Европы 2000 (отбор)                                   |
| 48                              | 29 марта 2000                   | Португалия                      | 1:2                             | —                               | Товарищеский матч                                               |
| 49                              | 26 апреля 2000                  | Швеция                          | 0:1                             | —                               | Товарищеский матч                                               |
| 50                              | 3 июня 2000                     | Бельгия                         | 2:2                             | —                               | Товарищеский матч                                               |
| 51                              | 16 июня 2000                    | Нидерланды                      | 0:3                             | —                               | Чемпионат Европы 2000                                           |
| 52                              | 21 июня 2000                    | Чехия                           | 0:2                             | —                               | Чемпионат Европы 2000                                           |
| 53                              | 16 августа 2000                 | Фарерские острова               | 2:0                             | 1                               | Чемпионат Северной Европы 2000—2001                             |
| 54                              | 2 сентября 2000                 | Исландия                        | 2:1                             | —                               | Чемпионат мира 2002 (отбор) Чемпионат Северной Европы 2000—2001 |
| 55                              | 7 октября 2000                  | Северная Ирландия               | 1:1                             | —                               | Чемпионат мира 2002 (отбор)                                     |
| 56                              | 11 октября 2000                 | Болгария                        | 1:1                             | —                               | Чемпионат мира 2002 (отбор)                                     |
| 57                              | 15 ноября 2000                  | Германия                        | 2:1                             | —                               | Товарищеский матч                                               |
| 58                              | 24 марта 2001                   | Мальта                          | 5:0                             | —                               | Чемпионат мира 2002 (отбор)                                     |
| 59                              | 25 апреля 2001                  | Словения                        | 3:0                             | —                               | Товарищеский матч                                               |
| 60                              | 2 июня 2001                     | Чехия                           | 2:1                             | —                               | Чемпионат мира 2002 (отбор)                                     |
| 61                              | 15 августа 2001                 | Франция                         | 0:1                             | —                               | Товарищеский матч                                               |
| 62                              | 5 сентября 2001                 | Болгария                        | 2:0                             | —                               | Чемпионат мира 2002 (отбор)                                     |
| 63                              | 27 марта 2002                   | Ирландия                        | 0:3                             | —                               | Товарищеский матч                                               |
| 64                              | 17 апреля 2002                  | Израиль                         | 3:1                             | —                               | Товарищеский матч                                               |
| 65                              | 17 мая 2002                     | Камерун                         | 2:1                             | —                               | Товарищеский матч                                               |
| 66                              | 11 июня 2002                    | Франция                         | 2:0                             | —                               | Чемпионат мира 2002                                             |

Итого: 66 матчей / 3 гола; 38 побед, 14 ничьих, 14 поражений.

## Достижения
Командные
«Оденсе»
- Обладатель Кубка Дании — 1993

«АБ»
- Обладатель Кубка Дании — 1999
- Обладатель Суперкубка Дании — 1999

Международные
Дания
- Кубок Короля Фахда — 1995